# Elk River (Minnesota)
Pour les articles homonymes, voir Elk River.
La ville d’Elk River est le siège du comté de Sherburne, dans l’État du Minnesota, aux États-Unis. Lors du recensement de 2010, elle comptait 22 974 habitants.

## Source
- (en) Cet article est partiellement ou en totalité issu de l’article de Wikipédia en anglais intitulé « Elk River, Minnesota » (voir la liste des auteurs).